# Torkel Trædal
Torkel Trædal (Bergen, 9 maggio 1892 – Bergen, 14 febbraio 1979) è stato un calciatore norvegese, di ruolo centrocampista.

## Carriera

### Club
Trædal giocò con le maglie di Frigg e Brann. Per il primo club, segnò una doppietta nella finale di Coppa di Norvegia 1914, vinta per 4-2 sul Gjøvik-Lyn.

### Nazionale
Giocò 2 partite per la Norvegia. Esordì il 12 luglio 1914, nel pareggio per 1-1 contro la Russia.